# Vivian Maier
Vivian Dorothea Maier (New York, 1 februari 1926 - Chicago, 21 april 2009) was een Amerikaanse straatfotografe. 

## Biografie
Maier werd geboren in New York, maar bracht een groot deel van haar jeugd in Frankrijk door. Na haar terugkeer naar de Verenigde Staten werkte Maier eerst in New York, maar vanaf 1956 gedurende veertig jaar voornamelijk in Chicago. Daar werkte zij meestal als nanny. De kinderen waar Vivian Maier op paste beschrijven haar als een filmcriticus, een socialiste, een feministe, een vertel-gewoon-hoe-het-is type. Ze droeg vaak een mannenjas, mannenschoenen en een flinke hoed. Ze had bijna altijd een camera bij zich.
In die jaren nam ze meer dan 150.000 foto's, voornamelijk van mensen en de architectuur van New York, Chicago en Los Angeles. Maar zij reisde rond 1960 ook naar andere delen van de wereld.
Maiers werk bleef tijdens haar leven onbekend en veel van haar fotorolletjes bleven onontwikkeld. Kort voor haar dood werden enige dozen met daarin haar bezittingen gekocht op een veiling. Een historicus en verzamelaar uit Chicago, John Maloof, onderzocht de foto's en begon scans van Maiers fotografische negatieven vanaf 2009 op het web te publiceren. Hierop volgden al snel positieve kritieken en ontstond er verdere interesse in haar werk. Maiers foto's zijn tentoongesteld in de Verenigde Staten, Europa en Azië en zijn in vele artikelen in de gehele wereld besproken. Over haar leven en werk zijn de laatste jaren boeken geschreven en documentaires gemaakt.
- Bibsys: 12050576
- Biblioteca Nacional de España: XX6062797
- Bibliothèque nationale de France: cb16778243d (data)
- Catàleg d'autoritats de noms i títols de Catalunya: 981060929742906706
- CiNii: DA17401662
- Gemeinsame Normdatei: 143701185
- International Standard Name Identifier: 0000 0001 1848 2085
- Library of Congress Control Number: no2012018375
- Nationale Bibliotheek van Letland: 000310497
- MusicBrainz: bb226538-461e-4527-9114-66c6dfa2bfd2
- Nationale Bibliotheek van Tsjechië: mzk2015888487
- Nationale bibliotheek van Australië: 67314029
- Nationale Bibliotheek van Israël: 987007427281805171
- Nationale Bibliotheek van Polen: a0000002834693
- Nederlandse Thesaurus van Auteursnamen: 339902930
- PIC: 278561
- Réseau des bibliothèques de Suisse occidentale: 02-A024380944
- RKD-Nederlands Instituut voor Kunstgeschiedenis: 468117
- SNAC: w6031vh9
- Système universitaire de documentation: 164081917
- Trove: 1873531
- Union List of Artist Names: 500353613
- Virtual International Authority File: 169612723
- WorldCat: E39PBJtxjRRBXYW88QTxmRw6Kd